# Cremnops kapilli
Cremnops kapilli är en stekelart som beskrevs av Bhat 1979. Cremnops kapilli ingår i släktet Cremnops och familjen bracksteklar. Inga underarter finns listade i Catalogue of Life.